# John Baynes Garforth
John Baynes Garforth foi um político conservador britânico de um eleitorado de Cumberland.
Ele foi MP por Cockermouth de 1780 a 1784, por Haslemere de 1784 a 1790 e novamente por Cockermouth de 1790 a 1800.